# حاسوب متين

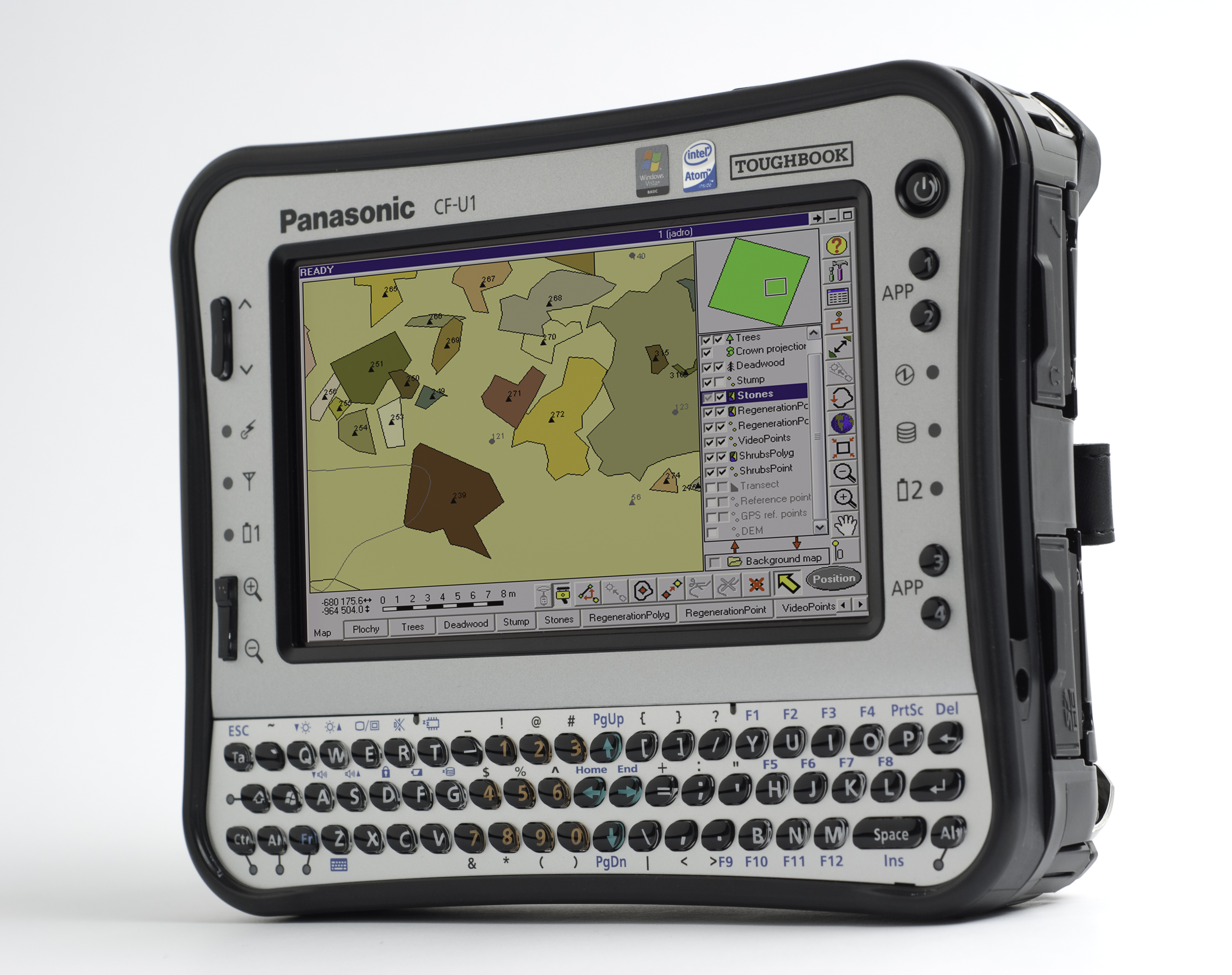
يُستخدم الكمبيوتر المتين باناسونيك تافبوك سي إف-يو1 في علم المساحة

 والخرائط أو في جمع البيانات الميدانية. كما يستخدم جهاز الحاسوب CF-U1 على سبيل المثال في جرد الغابات (الخريطة الميدانية تكنولوجيا).]] 

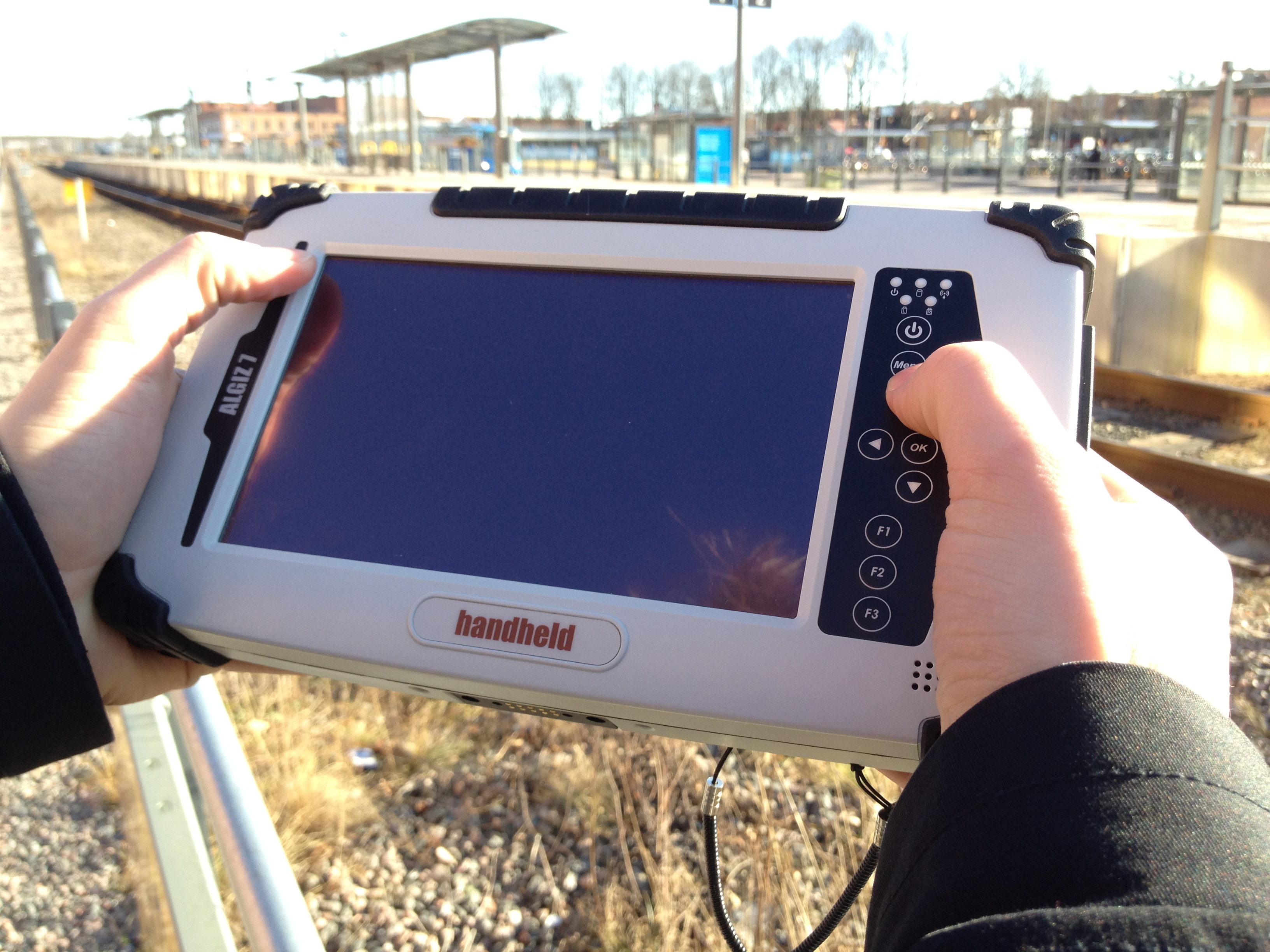
الكمبيوتر المتين

جهاز الحاسوب المتين (أو المقاوم للصدمات ولكن أيضًا المقاوم للصدمات)هو جهاز حاسوب مُصمم خصيصًا ليعمل بطريقة فعالة في ظروف وبيئات الاستخدام القاسية مثل الاهتزازات القوية ودرجات الحرارة القاسية والظروف المناخية الرطبة أو الملبدة بالأتربة.
أجهزة الحاسوب المتينة المحمولة التي تستخدم في المركبات العسكرية البرية وطائرات الهليكوبتر والتي تقدمها شركة جنرل داينمكس إليكترونيات الطيران العسكري فهو مُصمم من البداية للاستخدام في مثل هذه الظروف القاسية ليس فقط في الشكل الخارجي له ولكن أيضًا في المكونات الداخلية. ماذا تريد أن تعرف قبل شرائك لجهاز الحاسوب المتين المحمول. LXE, 2004. وبشكل عام فإن أجهزة الحاسوب المضادة للصدمات أو الصلبة تشترك في متانة التصميم وكثيرًا ما تكون هذه المصطلحات مترادفة وقابلة للتبادل.
تعتبر البيئات النموذجية لاستخدام الحاسوب المحمول المتين (laptops) والحاسوب اللوحي المتين ( tablet PCs) و أجهزة المساعد الشخصي الرقمي المتين ( PDAs)، هي مجالات السلامة العامة والمبيعات وخدمات التصنيع والبيع القطاعي والرعاية الصحية والنقلation توزيع والمجالات العسكرية. كما أنها تستخدم أيضًا في مجال الصناعات الزراعية وبواسطة الأفراد العاديين بغرض استخدامها في الأنشطة الترفيهية مثل الصيد أو الصيد الخارجي.

## التركيب

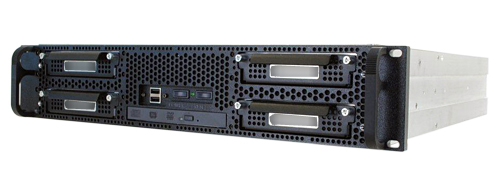
مثال شهادة MIL-STD-810، الحاسوب المتين 2U

تتشارك تقريبًا كل أجهزة الحاسوب المتين في فلسفة التصميم الأساسية والتي توفر بيئة تحكمية للإليكترونيات المثبتة. ومن الممكن أن يكون اختيار المكونات الإلكترونية نفسها بسبب قدرتها على تحمل درجات حرارة التشغيل العليا والسفلى أكثر من قدرة تحمل المكونات التجارية النموذجية.
و تتسم هذه الأجهزة بعدة مميزات مثل لوحات المفاتيح المغلّفة تمامًا لتحميها من تسرب الغبار والسوائل، كما أنها مزودة بشاشات مقاومة للخدش ويمكن القراءة عليها في ضوء الشمس المباشر.
وتعتبر وحدات هذه الأجهزة أغلى ثمنًا من حيث التكاليف السنوية للأجهزة، ومع ذلك فقد كشفت دراسة بحثية أن التكلفة الإجمالية للملكية أقل بنسبة 33% بالنسبة لأجهزة حاسوب محمول ( notebooks) وأقل بنسبة 33% بالنسبة جهاز محمول باليد (handhelds) وأجهزة المساعد الرقمي الشخصي مقارنةً بالإصدارات التقليدية غير المتينة. ويرجع انخفاض التكلفة الإجمالية إلى انخفاض معدلات الإخفاق وأثر ذلك على الإنتاجية وغيرها من العوامل.

## المعايير
- إم آي إل-أس تي دي-810: (MIL-STD-810) معيار عسكري، صدر عام 1962، ويقوم بإجراء مجموعة من الاختبارات لتحديد مدى ملاءمة المعدات للعمليات العسكرية. وغالبا ما يستخدم كمرجع في صناعة أجهزة الكمبيوتر المحمول التجارية.
- م آي إل-إس-901: (MIL-S-901) معيار عسكري للصدمات ويطبق على المعدات التي يتم تحميلها على السفن. ويتم تطبيقه على مستويين المستوى أيه (A) ويطبق على العناصر التي تعتبر أساسية لسلامة واستمرار القدرة القتالية للسفينة. المستوى بي (B) ويطبق على العمليات غير الضرورية لسلامة واستمرار القدرة القتالية للسفينة، ولكنها من الممكن أن تصبح خطرًا على الأفراد أو على عناصر المستوى إيه أو على السفينة بالكامل كنتيجة لتعرضها لصدمة.. يتم تنفيذ اختبار التأهيل على البارجة العائمة في بركة ماء حيث يتم تفجير مادة تي إن تي (TNT) على مسافات وأعماق مختلفة في البركة لنقل الصدمة للبوارج. انظر اختبار البارجة
- جمعية مهندسي الكهرباء والإلكترونيات 1156.1-1993 معيار جمعية مهندسي الكهرباء والإلكترونيات لمواصفات البيئة الحاسوبية الدقيقة لوحدات الحاسوب نسخة محفوظة 4 مارس 2016 على موقع واي باك مشين.
- الحواسب المطابقة لمعيار جمعية مهندسي الكهرباء والإلكترونيات 1613 وتستخدم في تركيز البيانات أو الاتصال مع أنظمة سكادا (SCADA) التابعة للحواسب المطابقة لمعيار جمعية مهندسي الكهرباء والإلكترونيات 1613 " البيئة المعيارية ومتطلبات اختبار أجهزة تواصل الشبكات في محطات الطاقة الكهربائية الفرعية."
- IP (حماية الدخول): راجع كود آي بي
- IS (السلامة الذاتية): راجع السلامة الذاتية
- ATEX (أجواء تنذر بحدوث انفجار): راجع[المعدات وأنظمة الحماية التي تستخدم في الأجواء التي تنذر بحدوث انفجار
- NEMA (الجمعية الوطنية لمصنعي الأجهزة الكهربائية)
- كود IK (يعرف أيضًا باسم EN50102) راجع EN 50102
- المعيار الأوروبي EN50155، المعدات الإلكترونية لتطبيقات السكك الحديدية المستخدمة في القاطرات " ويقدم نموذجًا للتخصص غير العسكري الشاق. فهي تعمل في درجة حرارة تتراوح بين (-25/+70 درجة مئوية) ومقاومة للرطوبة والصدمات والاهتزازات والإشعاع - وتثبت في واجهة السيارات أو الأجهزة المنقولة جوًا.

## الاتصال اللاسلكي
تعتبر إمكانية الاتصالات اللاسلكية متطلبًا رئيسيًا لمعظم تطبيقات مشروعات التنقل حيث أفادت التقارير أن معدلات الإخفاق في النقل اللاسلكي بالنسبة لأجهزة النوتبوك غير المتينة أعلى ثلاث مرات من نظيراتها المتينة. ويعزى هذا الاختلاف إلى زيادة خبرة بائعي الحواسب المتينة المحمولة في دمج أجهزة الراديو المتعددة في منتجاتهم. ويؤدي كل إخفاق إلى فقد من خمس إلى عشر دقائق في الإنتاجية وذلك لأن المستخدم يحتاج إلى إعادة الدخول إلى الشبكة من خلال شبكة خاصة افتراضية.
وتتحول الشركات إلى استخدام الشبكات الخلوية كي يتمكنوا من التواصل مع مستخدميهم, مما جعل معظم البائعين يوفرون قدرات الشبكة المحلية اللاسلكية مع الشبكة العالمية اللاسلكية وتتشارك مع شركات الشبكات الخلوية كجزء من عروضها. ويسمح التحول بين شبكات الاتصال المحلية وشبكات الاتصال العالمية لشبكات الاتصال الافتراضية أن تتصل بشكل دائم مما يخلق بنية تحتية متصلة دائمًا وبشكل أبسط للمستخدم وتقضي على الاصطدامات وفقد البيانات.